# Liseron des champs
Convolvulus arvensis
Espèce
Synonymes
- Convolvulus ambigens House[2]
- Convolvulus arvensis subsp. crispatus Franco[2]
- Convolvulus arvensis var. angustatus Ledeb.[3]
- Convolvulus arvensis var. aphacoefolius Pomel[2]
- Convolvulus arvensis var. auriculatus (Desr.) Choisy[2]
- Convolvulus arvensis var. biflorus Choisy[2]
- Convolvulus arvensis var. cherleri (C.Agardh ex Roem. & Schult.) Halácsy[2]
- Convolvulus auriculatus Desr.[2]
- Convolvulus cherleri C.Agardh ex Roem. & Schult.[2]
- Convolvulus chinensis Ker Gawl.[3]
- Convolvulus corsicus Roem. & Schult.[2]
- Strophocaulos arvensis (L.) Small[2]

Le Liseron des champs (Convolvulus arvensis) est une plante herbacée vivace de la famille des Convolvulacées.

## Historique et dénomination
L'espèce Convolvulus arvensis a été décrite par le naturaliste suédois Carl von Linné en 1753.
Le Liseron des champs est vulgairement dénommé Petit liset, Campanette, vrillée, clochette champêtre, robe de la Vierge.

### Synonymie
Il existe pour cette espèce de très nombreux synonymes :
- Convolvulus ambigens House
- Convolvulus arvensis f. purpurascens T.Tacik
- Convolvulus arvensis f. rehmanii T.Tacik
- Convolvulus arvensis subsp. crispatus Franco
- Convolvulus arvensis var. angustatus Ledebour
- Convolvulus arvensis var. crassifolius Choisy
- Convolvulus arvensis var. hastulatus Meisn.
- Convolvulus arvensis var. linearifolius Choisy
- Convolvulus arvensis var. obtusifolius Choisy
- Convolvulus arvensis var. parvifolius Choisy
- Convolvulus arvensis var. prostratus Rouy
- Convolvulus arvensis var. pumilus Choisy
- Convolvulus arvensis var. sagittatus Ledebour
- Convolvulus arvensis var. sagittifolius Fisch.
- Convolvulus arvensis var. sagittifolius Turczaninow (nom. illeg.)
- Convolvulus arvensis var. villosus Choisy
- Convolvulus auriculatus Desr.
- Convolvulus cherleri Agardh ex Roem. & Schult.
- Convolvulus chinensis Ker Gawler
- Convolvulus corsicus Roem. & Schult.
- Convolvulus fischerianus Petrov
- Convolvulus longipedicellatus Sa'ad
- Convolvulus minor Bubani nom. illeg.
- Convolvulus prostratus F.W.Schmidt (nom. illeg.)
- Convolvulus sagittifolius (Fisch.) T.Liou & Ling (nom. illeg.)
- Convolvulus sagittifolius Fisch. ex Choisy (nom. illeg.)
- Convolvulus sagittifolius Salisbury (nom. illeg.)
- Lizeron arvensis (L.) Rafinesque
- Lizeron chinensis (Ker Gawl.) Rafinesque
- Strophocaulos arvensis (L.) Small, 1933

## Description
C'est une plante vivace rampante ou grimpante, atteignant 2 mètres au maximum. Les feuilles sont alternes, oblongues, pétiolées et sagittées. Les fleurs sont solitaires, éphémères (elles ne sont ouvertes souvent qu'une journée), blanches ou roses rayées de blanc, et faiblement parfumées. Les fruits sont des capsules arrondies.

## Habitats
On trouve le liseron des champs en terrains cultivés ou vagues, dans les gazons tondus à ras et au bord des chemins et des routes.

## Biologie
C'est une adventice qui peut entrer en compétition pour la lumière avec les plantes qu'elle prend pour support. Elle se propage rapidement par voie aérienne via la dissémination de ses graines par les oiseaux.La graine peut rester en dormance dans le sol, mais la dormance est levée si le sol est compacté et riche en azote,.
Elle est cependant utilisée en jardinage écologique pour attirer les syrphes et limiter ainsi les populations de pucerons.[réf. souhaitée] Les liserons sont par leur racine un des moyens de maintenir les bonnes mycorhizes dans les parcelles potagères pendant l'hiver, le labour et le sol nu stérilisant le lieu.

## Propriétés
En herboristerie, le Liseron des champs est utilisé pour ses propriétés laxatives et purgatives énergiques de sa racine récoltée pendant les mois de juillet et d'août. On prépare à cet effet un sirop purgatif. Ses feuilles infusées ont les mêmes propriétés laxatives.

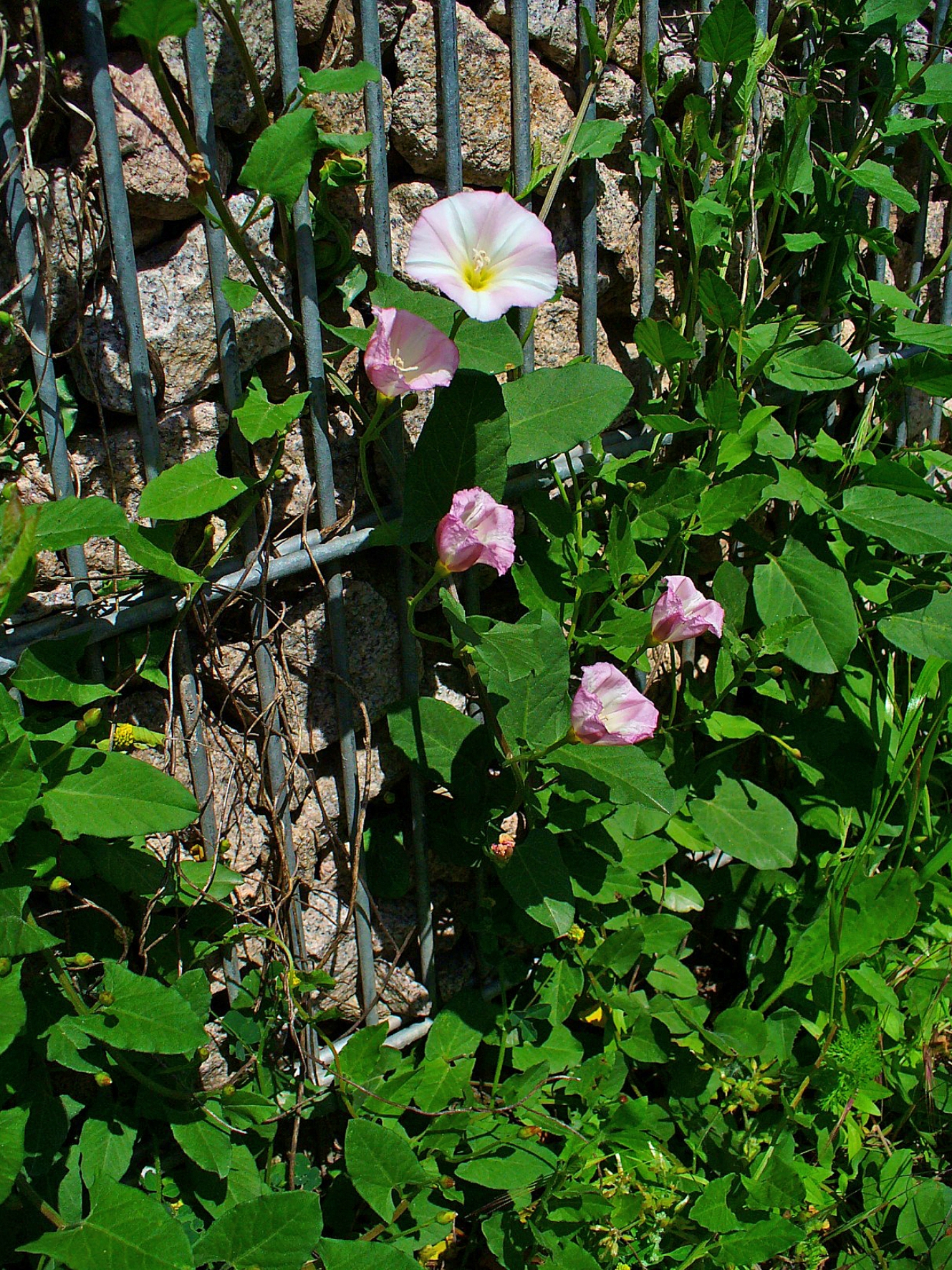
Liseron des champs : habitus.
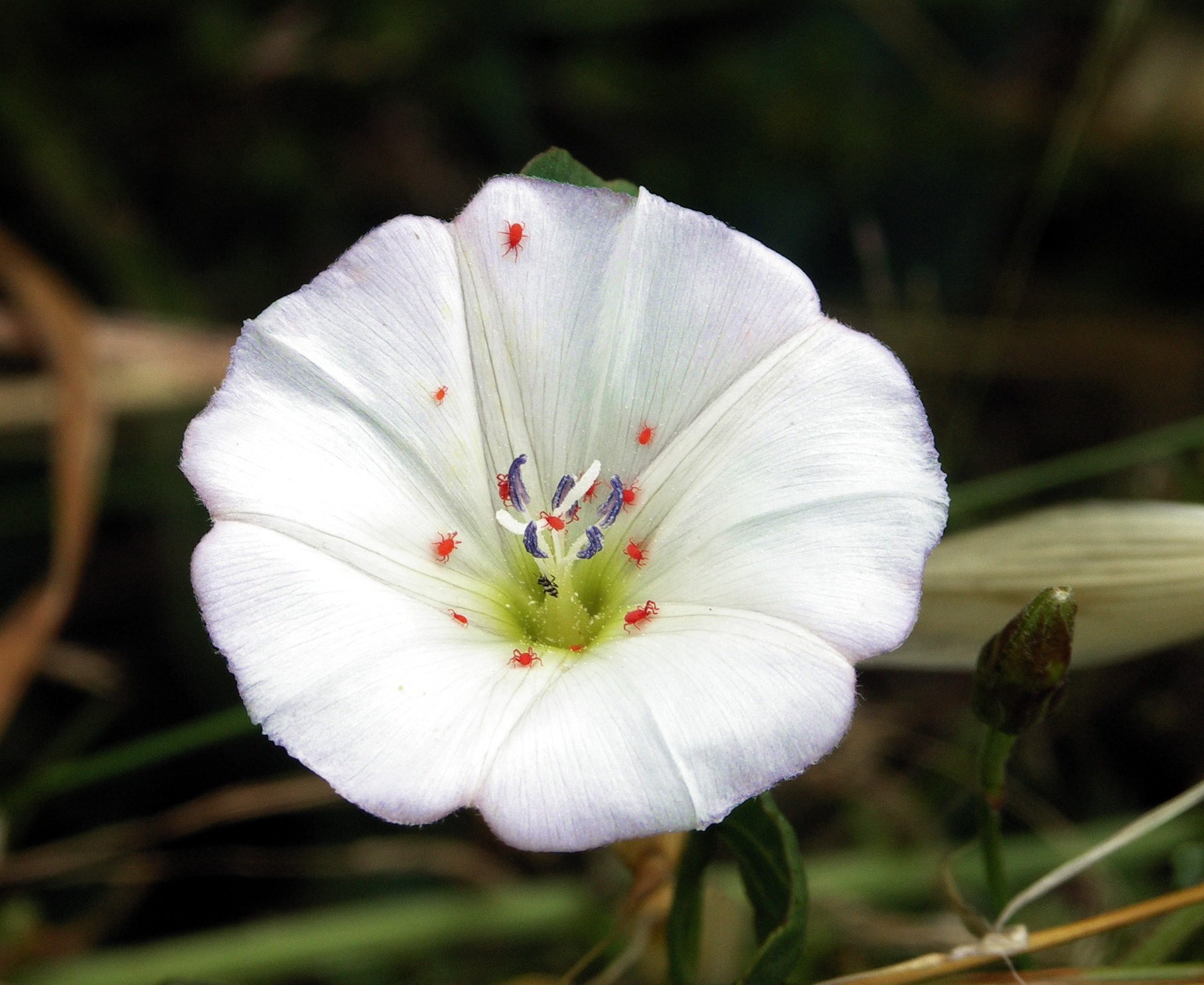
Fleur, avec des trombidions
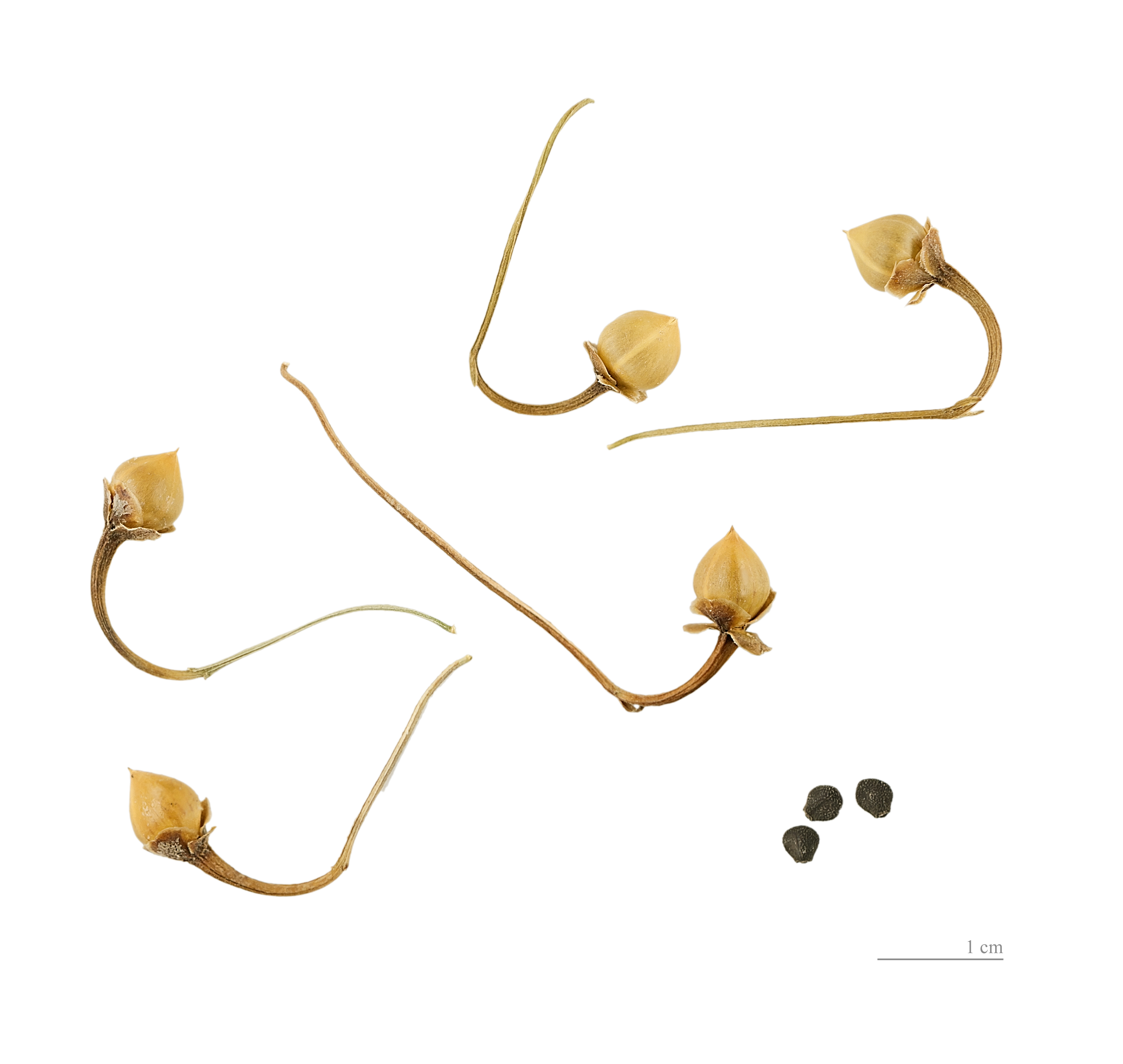
Capsules et graines (Muséum de Toulouse).
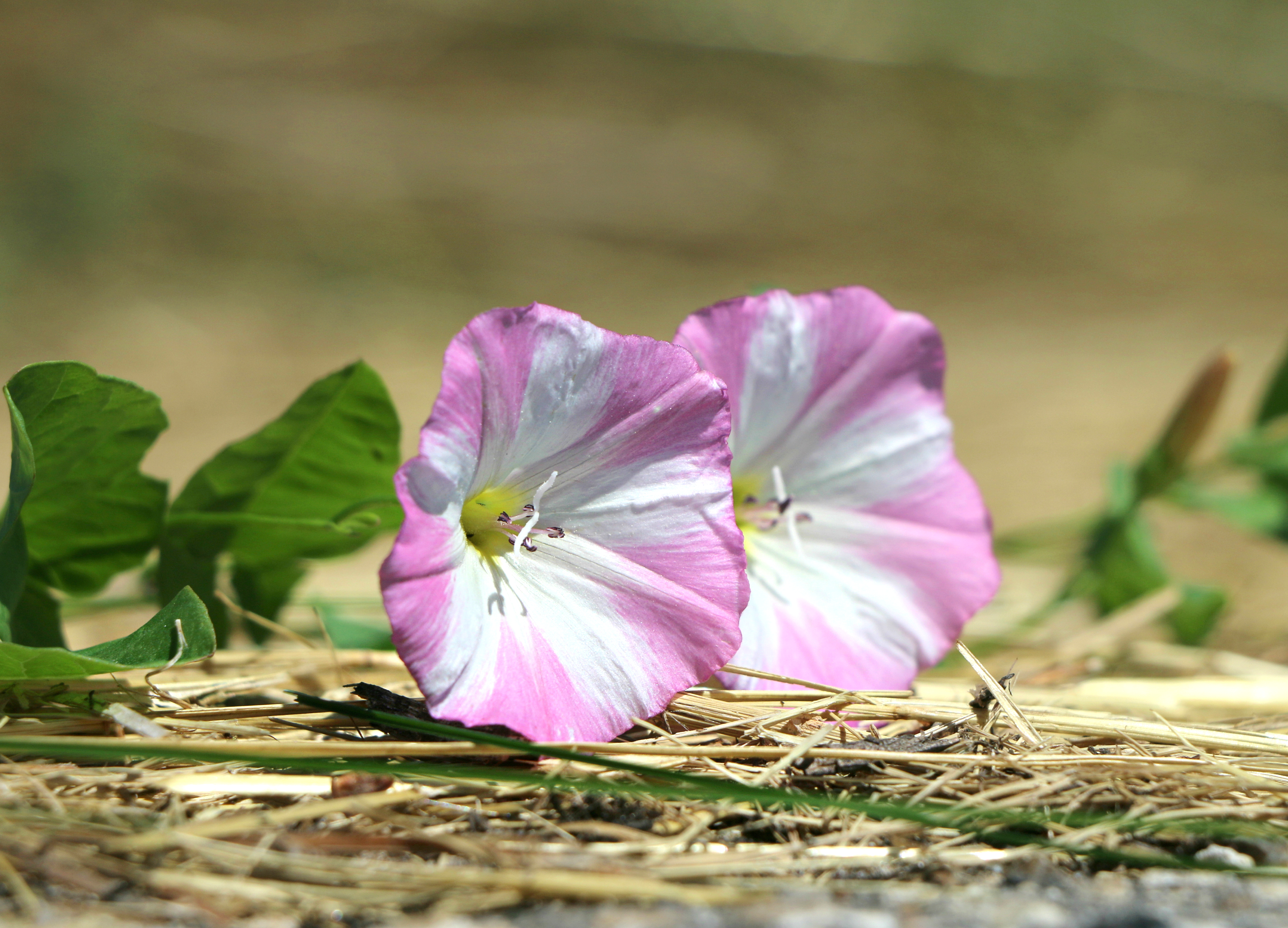
Convolvulus arvensis.

## Caractéristiques
Organes reproducteurs
- Couleur dominante des fleurs : blanc ou rose et blanc
- Période de floraison : juin-novembre
- Inflorescence : racème simple
- Sexualité : hermaphrodite
- Ordre de maturation : homogame
- Pollinisation : entomogame, autogame

Graine
- Fruit : capsule
- Dissémination : barochore

Habitat et répartition
- Habitat type : friches vivaces rudérales pionnières, mésoxérophiles, médioeuropéennes, psychrophiles
- Aire de répartition : cosmopolite

## Liste des variétés
Selon Tropicos (12 septembre 2020) (Attention liste brute contenant possiblement des synonymes) :
- Convolvulus arvensis var. angustatus Ledeb.
- Convolvulus arvensis var. crassifolius Choisy
- Convolvulus arvensis var. hastulatus Meisn.
- Convolvulus arvensis var. linearifolius Choisy
- Convolvulus arvensis var. sagittaefolius Turcz.
- Convolvulus arvensis var. sagittatus Ledeb.
- Convolvulus arvensis var. sagittifolius Turcz.
- Convolvulus arvensis var. villosus Choisy